# Салча Веке (Вранча)
Салча Веке (рум. Salcia Veche) насеље је у Румунији у округу Вранча у општини Чорашти. Oпштина се налази на надморској висини од 38 m.

## Становништво
Према подацима из 2002. године у насељу је живело 351 становника, од којих су сви румунске националности.